# Cai đội
Cai đội (chữ Hán: 該隊, tiếng Anh: Captain), hoặc Đội trưởng (隊長) thời chúa Nguyễn, là một chức võ quan thời chúa Nguyễn và thời Nguyễn. Cai đội đứng đầu một đội.
Về phẩm tước, thời Nguyễn, Cai đội của Thủy sư kinh kỳ trật Chánh ngũ phẩm. Cai đội ở các địa phương trật Tòng ngũ phẩm. Chức Cai đội tương tự chức Đại úy (tiếng Anh: Captain) tại Tây phương ngày nay.
Về cấp bậc, thời chúa Nguyễn, Cai đội cao hơn Cai thuyền và thấp hơn Cai cơ. Thời Nguyễn, Cai đội cao hơn Suất đội và thấp hơn Cai cơ.
Về số quân, thời chúa Nguyễn, Cai đội chỉ huy một đội gồm nhiều thuyền khoảng 200 đến 500 lính. Thời Nguyễn, Cai đội chỉ huy một đội gồm 10 thập, khoảng 50 lính. Dưới quyền Cai đội có Chánh Suất đội chỉ huy đội và Phó Suất đội phú tá. Theo cách phiên chế này, trong một đội, Cai đội đứng đầu với 2 chức Chánh Suất đội chỉ huy và Phó suất đội phụ tá.